# San Martín de Rubiales (kommunhuvudort)
San Martín de Rubiales är en kommunhuvudort i Spanien.   Den ligger i provinsen Provincia de Burgos och regionen Kastilien och Leon, i den centrala delen av landet, 140 km norr om huvudstaden Madrid. San Martín de Rubiales ligger 788 meter över havet och antalet invånare är 212.
Terrängen runt San Martín de Rubiales är kuperad åt sydväst, men åt nordost är den platt. Runt San Martín de Rubiales är det mycket glesbefolkat, med 6 invånare per kvadratkilometer. Närmaste större samhälle är Roa, 8,1 km nordost om San Martín de Rubiales. Trakten runt San Martín de Rubiales består till största delen av jordbruksmark.